# Pointe de Cananéen
Pointe de Cananéen är en bergstopp i Schweiz. Den ligger i distriktet Riviera-Pays-d'Enhaut och kantonen Vaud, i den sydvästra delen av landet, 60 km söder om huvudstaden Bern. Toppen på Pointe de Cananéen är 1 842 meter över havet.